# Eric W. Solomon
Pour les articles homonymes, voir Solomon.
Eric Solomon (1935, Royal Sutton Coldfield - avril 2020, Ilford) est un docteur en mathématiques et auteur de jeux de société britannique.
De 1954 à 1961, il a étudié la physique, la métallurgie et les mathématiques à Southampton et Reading. Après avoir obtenu son doctorat, il a travaillé dans différentes entreprises informatiques en Angleterre comme concepteur de logiciel. En 1965, il s'est installé comme conseiller informatique indépendant.
Depuis 1972 Eric W. Solomon a inventé de nombreux jeux et a publié quelques livres de jeu. Ses jeux se distinguent par leur simplicité et leur structure claire, ce qui n'est pas étonnant vu sa formation mathématique.

## Ludographie

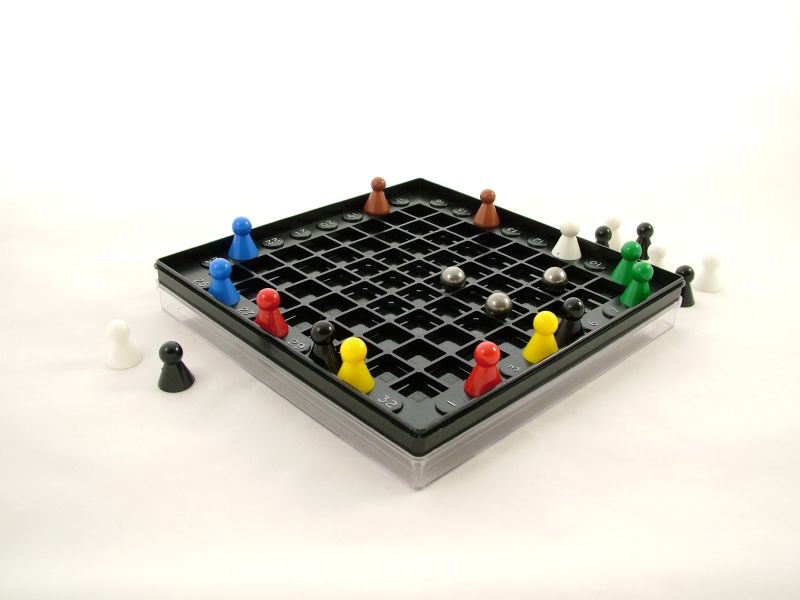
Une partie de Black Box (édition Parker)

- Sigma File, 1972, Seven Towns, réédité : 
  - Agent, 1975, Pelikan
  - Conspiracy, 1982, MB
  - Dossier X, 1973, Clipper
  - Casablanca, 1991, Amigo
- Thoughtwave ou Ultra, 1974, Intellect Games (en) / Parker
- Black Box, 1976, Waddingtons (en), réédité : 
  - Black Box, 1978, Parker
  - Black Box, 1978, Franjos
  - Le Planétaire, 1978, Capiépa
  - autres éditions : Ordo, Logo, Ko Code
- Hyle 7 (en), 1977, Skirrid International, réédité :
  - Hyle, 1990, Franjos
  - Hyle de luxe, 1997, Franjos
  - Hyle 7, 2000, Franjos
- Spellmaker, 1978, Heritage
- Alaska, 1979, Ravensburger
- Course en ballon ou Ballonrennen, 1981, Ravensburger
- Billabong, 1994, Franjos, réédité :
  - Billabong, 1995, Amigo
  - Billabong, 2002, Franjos
  - Billabong, 2018, Franjos
- Die Jagd nach dem Gral, 2007, Argentum
- Corporation, 2010, Nestorgames